# Herb Konstancina-Jeziorny
Herb Konstancina-Jeziorny – jeden z symboli miasta Konstancin-Jeziorna i gminy Konstancin-Jeziorna w postaci herbu.

## Wygląd i symbolika
Herb przedstawia na białej tarczy dąb (brązowy pień, zielona korona), nad falami symbolizującymi Jeziorkę, rzekę nad którą leży miasto.
Rzeka ma związek z produkcją papieru w Jeziornie, zapoczątkowaną wraz z powstaniem pierwszego wodnego młyna papierniczego.

## Historia

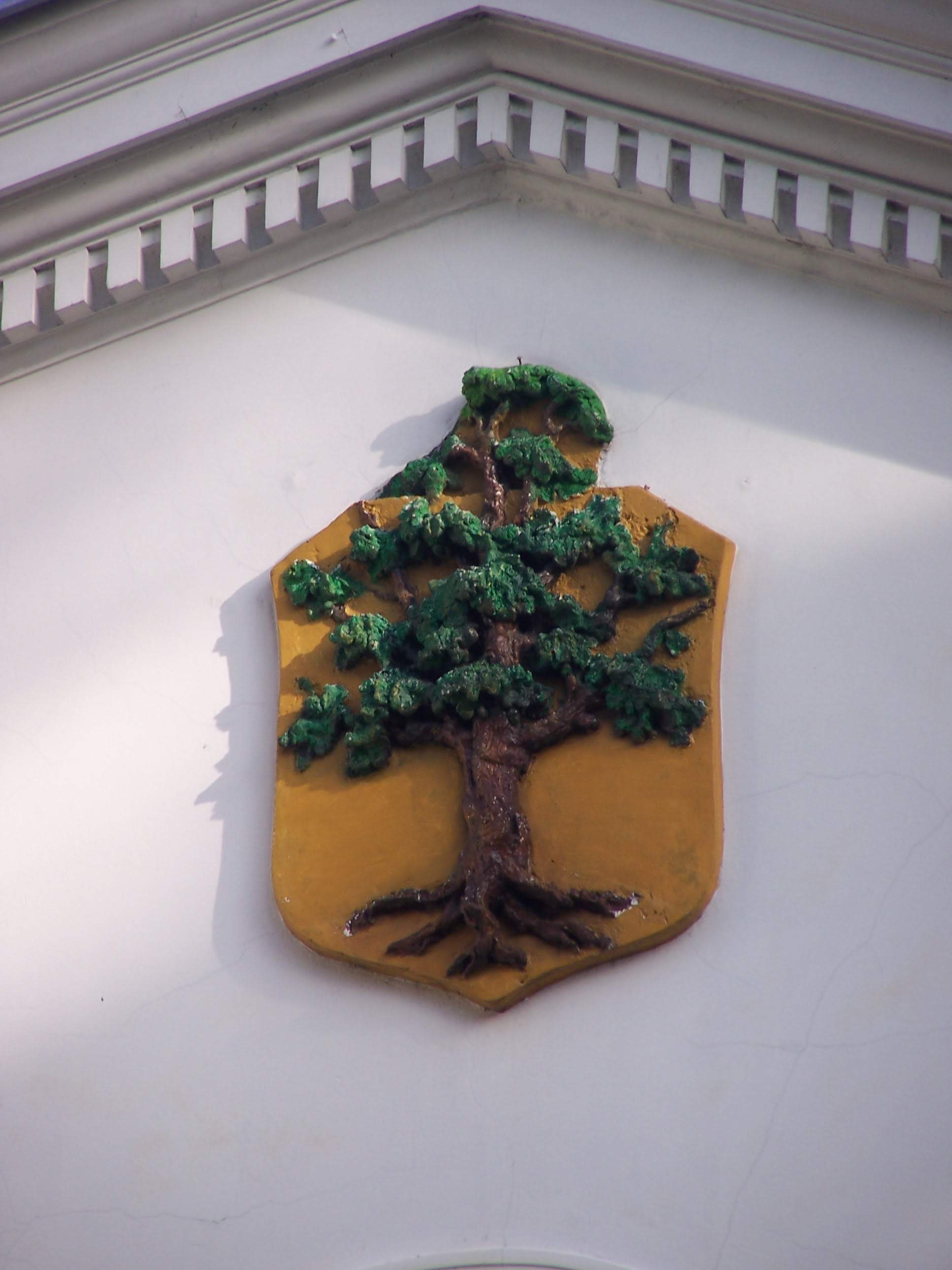
herb Godziemba rodziny Dąmbskich na budynku w Konstancinie

Projekt herbu stworzył w 1991 Julian Henisz, polski artysta malarz i grafik. Inspiracją dla Henisza był herb arystokratycznej rodziny Dąmbskich, zamieszkującej te tereny, widoczny na fasadzie budynku przy ul. Piłsudskiego zbudowanego w 1902 przez hrabinę Dąmbską, niedaleko Parku Zdrojowego. W rzeczywistości jest to herb rodu Godziemba a przedstawione na nim drzewo to sosna barwy naturalnej, o trzech konarach i pięciu korzeniach, nie zaś dąb.
W 2018 roku herb został negatywnie zaopiniowany przez komisję heraldyczną przy MSWiA.